# Чертанлинское муниципальное образование
Чертанлинское муниципальное образование — упразднённое в 2013 году муниципальное образование в составе Новоузенского района Саратовской области. Административный центр — посёлок Чертанла. В состав поселения входило 4 населённых пункта — 2 посёлка, 2 хутора.
Законом Саратовской области от 16 мая 2013 года № 69−ЗСО Олоновское и Чертанлинское муниципальные образования преобразованы путём их объединения во вновь образованное муниципальное образование «Олоновское муниципальное образование Новоузенского муниципального района Саратовской области» наделённое статусом сельского поселения.

## Населённые пункты
- посёлок Чертанла — административный центр;
- посёлок Курганьков;
- хутор Ближний;
- хутор Хлебороб.